# Popstar auf Umwegen
Popstar auf Umwegen (Originaltitel: The Lizzie McGuire Movie) ist ein US-amerikanischer Film aus dem Jahr 2003. Der Spielfilm wurde von den Walt Disney Pictures produziert und ist der Abschluss der Fernsehserie Lizzie McGuire, ebenfalls mit Hilary Duff in der Titelrolle.

## Handlung
Lizzie und Gordo nehmen an der Abschlussfahrt ihrer Klasse nach Rom teil. Am Trevi-Brunnen trifft Lizzie den italienischen Popstar Paolo, der sie auf ihre verblüffende Ähnlichkeit mit seiner Duettpartnerin Isabella aufmerksam macht. Unter Verweis auf Unstimmigkeiten in der Zusammenarbeit mit Isabella bittet er Lizzie, bei seinem nächsten großen Auftritt für Isabella einzuspringen und Playback zu singen. Isabella könne gar nicht live singen und absolviere alle Auftritte per Playback, weshalb er auch aus dem Duo aussteigen wolle. Aufgrund der Ähnlichkeit würde dem Publikum nicht auffallen, dass Lizzie statt Isabella auf der Bühne steht. Bei einem zufälligen Zusammentreffen mit der echten Isabella erfährt Gordo, dass es in Wirklichkeit Paolo ist, der nicht ohne Playback singen kann und dass er Lizzie dazu einsetzen will, Isabella vor großem Publikum zu blamieren. Gordo und Isabella drehen den Spieß um und lassen das Playback während Paolos Gesangspartie ausschalten, so dass seine gesanglichen Unzulänglichkeiten für das Publikum offenbar werden. Damit ist die Bühne frei für Lizzie, die dem Publikum mit (Start-)Hilfe von Isabella eine eindrucksvolle Gesangs- und Tanzshow bietet. Zum Abschluss sieht man eine kurze Kussszene zwischen Lizzie und Gordo auf einer Dachterrasse mit anschließendem Feuerwerk.

## Medien

### DVD-Veröffentlichung
- Popstar auf Umwegen. Buena Vista Home Entertainment 2004

### Soundtrack
- Diverse: Popstar auf Umwegen (The Lizzie McGuire Movie) Soundtrack

## Besetzung
| Rolle           | Schauspieler     | Synchronsprecher          |
| --------------- | ---------------- | ------------------------- |
| Lizzie McGuire  | Hilary Duff      | Yvonne Greitzke           |
| Jo McGuire      | Hallie Todd      | Arianne Borbach           |
| Sam McGuire     | Robert Carradine | Thomas Nero Wolff         |
| Matt McGuire    | Jake Thomas      | Maximilian Artajo         |
| David Gordon    | Adam Lamberg     | Constantin von Jascheroff |
| Dr. Comito      | Peter Kelamis    | Michael Nowka             |
| Kate Sanders    | Ashlie Brillault | Ilona Brokowski           |
| Giorgio         | Jody Racicot     | Michael Pan               |
| Miss Ungermeyer | Alex Borstein    | Martina Treger            |
| Paolo Valisari  | Yani Gellman     | Nico Mamone               |
| Sergei          | Brendan Kelly    | Tilo Schmitz              |
| Isabella Parigi | Hilary Duff      | Yvonne Greitzke           |
| Ethan Craft     | Clayton Snyder   | Ozan Ünal                 |
| Melina Bianco   | Carly Schroeder  | Rubina Kuraoka            |
| Polizeibeamtin  | Evangeline Lilly |                           |